# Volta a Castela e Leão de 2016
A 31.ª edição da Volta a Castela e Leão foi uma carreira ciclista que se disputou entre o 15 e a 17 de abril de 2016. Esteve composta por três etapas, todas em estrada. A carreira começou em Alcanices (Samora) e finalizou no alto de Candelario (Salamanca) para completar assim um percurso total de 488,3 quilómetros.
A prova pertenceu ao UCI Europe Tour de 2016 dentro da categoria 2.1.
O ganhador final foi Alejandro Valverde, quem ademais fez-se com duas etapas (2.ª. e 3.ª) e a classificação por pontos, que se impõe 30 segundos ante o seu compatriota Pello Bilbao (Caja Rural-Seguros RGA) e um minuto e seis segundos ante o Português Joni Brandão (Efapel).
Nas outras classificações secundárias impuseram-se Raúl Alarcón (montanha) e Caja Rural-Seguros RGA (equipas). enquanto outro Espanhol Raúl Alarcón (W52-FC Porto) ganha a classificação da montanha e que a formação espanhola Caja Rural-Seguros RGA faz assim mesmo para aquele por equipas. Finalmente Alejandro Valverde termina melhor corredor espanhol e Jaime Rosón (Caja Rural-Seguros RGA) acaba melhor corredor castelhano leonês.

## Equipas participantes
Tomaram parte na carreira 15 equipas. A única equipa espanhola de categoria UCI ProTeam; o único de categoria Profissional Continental; e os 2 de categoria Continental. Quanto à representação estrangeira, estiveram 11 equipas: 3 Profissionais Continentais e 8 Continentais. Formando assim um pelotão de 105 ciclistas, de 7 corredores a cada equipa dos que acabaram 79. As equipas participantes foram:
Quinze equipas participam nesta Volta de Castela e Leão - uma WorldTeam, quatro equipas continentais profissionais e dez equipas continentais :

### Favoritos
| Equipa                            | Cód. UCI | Categoria                |
| --------------------------------- | -------- | ------------------------ |
| Movistar Team                     | MOV      | UCI ProTeam              |
| Caja Rural-Seguros RGA            | CJR      | Profissional Continental |
| Drapac Professional Cycling       | DPC      | Profissional Continental |
| ONE Pro Cycling                   | ONE      | Profissional Continental |
| Stölting Service Group            | SSG      | Profissional Continental |
| Euskadi Basque Country-Murias     | EUS      | Continental              |
| Burgos-BH                         | BUR      | Continental              |
| Manzana Postobón Team             | MZN      | Continental              |
| Inteja-MMR Dominican Cycling Team | DCT      | Continental              |
| Lokosphinx                        | LOK      | Continental              |
| Rádio Popular-Boavista            | RPV      | Continental              |
| W52-FC Porto-Porto Canal          | W52      | Continental              |
| Efapel                            | EFP      | Continental              |
| Sporting-Tavira                   | TAV      | Continental              |
| Boyacá Raza de Campeones          | BRC      | Continental              |

## Etapas

### 1.ª Etapa: 15 de abril de 2016.Alcanices-Bragança, 166,3 km
Os resultados da primeira etapa foram:
|   | Ciclista        | Equipa                 | Tempo          |
| - | --------------- | ---------------------- | -------------- |
| 1 | Carlos Betancur | Movistar               | 4h 27 min 02 s |
| 2 | Pello Bilbao    | Caja Rural-Seguros RGA | m.t.           |
| 3 | Carlos Barbero  | Caja Rural-Seguros RGA | a 46 s         |
| 4 | Dmitriy Sokolov | Lokosphinx             | m.t.           |
| 5 | Winner Anacona  | Movistar               | m.t.           |

|   | Ciclista        | Equipa                 | Tempo          |
| - | --------------- | ---------------------- | -------------- |
| 1 | Carlos Betancur | Movistar               | 4h 26 min 52 s |
| 2 | Pello Bilbao    | Caja Rural-Seguros RGA | a 4 s          |
| 3 | Carlos Barbero  | Caja Rural-Seguros RGA | a 52 s         |
| 4 | Dmitriy Sokolov | Lokosphinx             | a 56 s         |
| 5 | Winner Anacona  | Movistar               | m.t.           |

### 2.ª Etapa: 16 de abril de 2016.Bragança-Fermoselle, 170,6 km
Os resultados da segunda etapa foram:
|   | Ciclista           | Equipa                   | Tempo          |
| - | ------------------ | ------------------------ | -------------- |
| 1 | Alejandro Valverde | Movistar                 | 4h 21 min 28 s |
| 2 | Carlos Barbero     | Caja Rural-Seguros RGA   | a 51 s         |
| 3 | José Joaquín Rojas | Movistar                 | m.t.           |
| 4 | Joni Brandão       | Efapel                   | m.t.           |
| 5 | Rafael Reis        | W52-FC Porto-Porto Canal | m.t.           |

|   | Ciclista           | Equipa                 | Tempo          |
| - | ------------------ | ---------------------- | -------------- |
| 1 | Carlos Betancur    | Movistar               | 8h 49 min 11 s |
| 2 | Alejandro Valverde | Movistar               | a 3 s          |
| 3 | Pello Bilbao       | Caja Rural-Seguros RGA | a 15 s         |
| 4 | Carlos Barbero     | Caja Rural-Seguros RGA | a 46 s         |
| 5 | Winner Anacona     | Movistar               | a 56 s         |

### 3.ª Etapa: 17 de abril de 2016.Salamanca-Alto de Candelario, 151,4 km
Os resultados da terceira etapa foram:
|   | Ciclista           | Equipa                 | Tempo          |
| - | ------------------ | ---------------------- | -------------- |
| 1 | Alejandro Valverde | Movistar               | 4h 15 min 51 s |
| 2 | Joni Brandão       | Efapel                 | a 1 s          |
| 3 | David Arroyo       | Caja Rural-Seguros RGA | a 3 s          |
| 4 | Pello Bilbao       | Caja Rural-Seguros RGA | a 8 s          |
| 5 | Jaime Rosón        | Caja Rural-Seguros RGA | a 16 s         |

|   | Ciclista           | Equipa                 | Tempo           |
| - | ------------------ | ---------------------- | --------------- |
| 1 | Alejandro Valverde | Movistar               | 13h 04 min 55 s |
| 2 | Pello Bilbao       | Caja Rural-Seguros RGA | a 30 s          |
| 3 | Joni Brandão       | Efapel                 | a 1 min 6 s     |
| 4 | David Arroyo       | Caja Rural-Seguros RGA | a 1 min 10 s    |
| 5 | Jaime Rosón        | Caja Rural-Seguros RGA | a 1 min 32 s    |

## Classificações finais
- As classificações finalizaram da seguinte forma:[4]

### Classificação geral
| Posição | Ciclista           | Equipa                        | Tempo           |
| ------- | ------------------ | ----------------------------- | --------------- |
|         | Alejandro Valverde | Movistar                      | 13h 04 min 55 s |
| 2.º     | Pello Bilbao       | Caja Rural-Seguros RGA        | a 30 s          |
| 3.º     | Joni Brandão       | Efapel                        | a 1 min 6 s     |
| 4.º     | David Arroyo       | Caja Rural-Seguros RGA        | a 1 min 10 s    |
| 5.º     | Jaime Rosón        | Caja Rural-Seguros RGA        | a 1 min 32 s    |
| 6.º     | Winner Anacona     | Movistar                      | a 1 min 43 s    |
| 7.º     | Rafael Reis        | W52-FC Porto-Porto Canal      | m.t.            |
| 8.º     | Garikoitz Bravo    | Euskadi Basque Country-Murias | a 2 min 23 s    |
| 9.º     | Carlos Betancur    | Movistar                      | a 2 min 51 s    |
| 10.º    | Linus Gerdemann    | Stölting Service Group        | m.t.            |

### Classificação por pontos
| Posição | Ciclista           | Equipa                 | Pontos |
| ------- | ------------------ | ---------------------- | ------ |
|         | Alejandro Valverde | Movistar               | 58     |
| 2.º     | Pello Bilbao       | Caja Rural-Seguros RGA | 38     |
| 3.º     | Joni Brandão       | Efapel                 | 38     |

### Classificação da montanha
| Posição | Ciclista           | Equipa                   | Pontos |
| ------- | ------------------ | ------------------------ | ------ |
|         | Raúl Alarcón       | W52-FC Porto-Porto Canal | 18     |
| 2.º     | Alejandro Valverde | Movistar                 | 16     |
| 3.º     | David Arroyo       | Caja Rural-Seguros RGA   | 10     |

### Classificação por equipas
| Posição | Equipa                   | Tempo            |
| ------- | ------------------------ | ---------------- |
| 1.º     | Caja Rural-Seguros RGA   | 39 h 17 min 48 s |
| 2.º     | Movistar                 | a 1 min 38 s     |
| 3.º     | W52-FC Porto-Porto Canal | a 9 min 46 s     |

### UCI Europe Tour
Esta Volta de Castela e Leão atribui pontos para o UCI Europe Tour de 2016, compreendi aos corredores que fazem parte de uma equipa que tem um label WorldTeam. Ademais a carreira da o mesmo número de pontos individualmente a todos os corredores para o Classificação mundial UCI 2016.
| Posição.            | 1.º | 2.º | 3.º | 4.º | 5.º | 6.º | 7.º | 8.º | 9.º | 10.º | 11.º | 12.º | 13.º a 15.º | 16.º a 25.º |
| Classificação geral | 125 | 85  | 70  | 60  | 50  | 40  | 35  | 30  | 25  | 20   | 15   | 10   | 5           | 3           |
| Por etapa           | 14  | 5   | 3   |     |     |     |     |     |     |      |      |      |             |             |
| Líder, por etapa    | 3   |     |     |     |     |     |     |     |     |      |      |      |             |             |

## Evolução das classificações
| Etapa (Vencedor)               | Classificação geral | Classificação por pontos | Classificação da montanha | Classificação por equipas |
| ------------------------------ | ------------------- | ------------------------ | ------------------------- | ------------------------- |
| 1.ª etapa (Carlos Betancur)    | Carlos Betancur     | Carlos Betancur          | Raúl Alarcón              | Movistar                  |
| 2.ª etapa (Alejandro Valverde) | Carlos Betancur     | Carlos Barbero           | Raúl Alarcón              | Movistar                  |
| 3.ª etapa (Alejandro Valverde) | Alejandro Valverde  | Alejandro Valverde       | Raúl Alarcón              | Caja Rural-Seguros RGA    |
| Final                          | Alejandro Valverde  | Alejandro Valverde       | Raúl Alarcón              | Caja Rural-Seguros RGA    |

## Lista dos participantes
- Lista de saída completa

Predefinição:LaP/Legenda corrida por etapa
| Movistar MOV                              | Movistar MOV                       | Movistar MOV |
| ----------------------------------------- | ---------------------------------- | ------------ |
| Num                                       | Corredor                           | Pos          |
| 1                                         | Alejandro Valverde (ESP) (Estrada) | 1.º          |
| 2                                         | Winner Anacona (COL)               | 6.º          |
| 3                                         | Jorge Arcas (ESP)                  | AB-3         |
| 4                                         | Carlos Betancur (COL)              | 9.º          |
| 5                                         | Alex Dowsett (GBR)                 | AB-3         |
| 6                                         | Antonio Pedrero (ESP)              | 45.º         |
| 7                                         | José Joaquín Rojas (ESP)           | 11.º         |
| Director desportivo : José Luis Jaimerena |                                    |              |

| Caja Rural-Seguros RGA # CJR             | Caja Rural-Seguros RGA # CJR | Caja Rural-Seguros RGA # CJR |
| ---------------------------------------- | ---------------------------- | ---------------------------- |
| Num                                      | Corredor                     | Pos                          |
| 11                                       | David Arroyo (ESP)           | 4.º                          |
| 12                                       | Pello Bilbao (ESP)           | 2.º                          |
| 13                                       | José Gonçalves (POR)         | AB-3                         |
| 14                                       | Carlos Barbero (ESP)         | 14.º                         |
| 15                                       | Lluís Mas (ESP)              | 16.º                         |
| 16                                       | Ricardo Vilela (POR)         | 29.º                         |
| 17                                       | Jaime Rosón (ESP)            | 5.º                          |
| Director desportivo : Eugenio Goikoetxea |                              |                              |

| Drapac DPC                        | Drapac DPC           | Drapac DPC |
| --------------------------------- | -------------------- | ---------- |
| Num                               | Corredor             | Pos        |
| 21                                | Brad Evans (NZL)     | 72.º       |
| 22                                | Brenton Jones (AUS)  | AB-3       |
| 23                                | Jason Lowndes (AUS)  | AB-3       |
| 24                                | Gavin Mannion (USA)  | 77.º       |
| 25                                | Lachlan Norris (AUS) | 51.º       |
| 26                                | Adam Phelan (AUS)    | 46.º       |
| 27                                | Samuel Spokes (AUS)  | AB-3       |
| Director desportivo : Tom Southam |                      |            |

| ONE Pro Cycling ONE               | ONE Pro Cycling ONE    | ONE Pro Cycling ONE |
| --------------------------------- | ---------------------- | ------------------- |
| Num                               | Corredor               | Pos                 |
| 31                                | Karol Domagalski (POL) | AB-3                |
| 32                                | John Ebsen (DEN)       | 48.º                |
| 33                                | Tom Baylis (GBR)       | 74.º                |
| 34                                |                        |                     |
| 35                                | Kristian House (GBR)   | AB-2                |
| 36                                | Joshua Hunt (GBR)      | AB-3                |
| 37                                | Steele Von Hoff (AUS)  | AB-2                |
| Director desportivo : Philip West |                        |                     |

| Stölting Service Group SSG            | Stölting Service Group SSG    | Stölting Service Group SSG |
| ------------------------------------- | ----------------------------- | -------------------------- |
| Num                                   | Corredor                      | Pos                        |
| 41                                    | Linus Gerdemann (GER)         | 10.º                       |
| 42                                    | Lennard Kämna (GER)           | AB-1                       |
| 43                                    | Thomas Koep (GER)             | AB-3                       |
| 44                                    | Sven Reutter (GER)            | 55.º                       |
| 45                                    |                               |                            |
| 46                                    | Rasmus Christian Quaade (DEN) | AB-3                       |
| 47                                    | Jonas Tenbrock (GER)          | 47.º                       |
| Director desportivo : Gregor Willwohl |                               |                            |

| Euskadi Basque Country-Murias EUS   | Euskadi Basque Country-Murias EUS | Euskadi Basque Country-Murias EUS |
| ----------------------------------- | --------------------------------- | --------------------------------- |
| Num                                 | Corredor                          | Pos                               |
| 51                                  | Garikoitz Bravo (ESP)             | 8.º                               |
| 52                                  | Beñat Txoperena (ESP)             | AB-3                              |
| 53                                  | Alex Aranburu (ESP)               | 37.º                              |
| 54                                  | Mikel Bizkarra (ESP)              | 20.º                              |
| 55                                  | Imanol Estévez (ESP)              | AB-3                              |
| 56                                  | Aitor González Prieto (ESP)       | 18.º                              |
| 57                                  | Adrián González (ESP)             | 54.º                              |
| Director desportivo : Jon Odriozola |                                   |                                   |

| Burgos BH BUR                         | Burgos BH BUR        | Burgos BH BUR |
| ------------------------------------- | -------------------- | ------------- |
| Num                                   | Corredor             | Pos           |
| 61                                    | Jorge Cubero (ESP)   | AB-2          |
| 62                                    | Jesús del Pino (ESP) | 24.º          |
| 63                                    | Igor Merino (ESP)    | 25.º          |
| 64                                    | Pablo Torres (ESP)   | 57.º          |
| 65                                    | Ibai Salas (ESP)     | AB-3          |
| 66                                    | Arnau Solé (ESP)     | 79.º          |
| 67                                    | Daniel López (ESP)   | AB-2          |
| Director desportivo : Darío Hernández |                      |               |

| Manzana Postobón MZN                            | Manzana Postobón MZN     | Manzana Postobón MZN |
| ----------------------------------------------- | ------------------------ | -------------------- |
| Num                                             | Corredor                 | Pos                  |
| 71                                              | Bernardo A suaza (COL)   | 61.º                 |
| 72                                              | Hernando Bohórquez (COL) | 30.º                 |
| 73                                              | Hernán Parra (COL)       | 22.º                 |
| 74                                              | Pello Goikoetxea (ESP)   | AB-3                 |
| 75                                              | Aldemar Reyes (COL)      | 53.º                 |
| 76                                              | Marco Suesca (COL)       | 73.º                 |
| 77                                              | Juan Felipe Osorio (COL) | 44.º                 |
| Director desportivo : Luis Fernando Saldarriaga |                          |                      |

| Inteja-MMR Dominican DCT                | Inteja-MMR Dominican DCT     | Inteja-MMR Dominican DCT |
| --------------------------------------- | ---------------------------- | ------------------------ |
| Num                                     | Corredor                     | Pos                      |
| 81                                      | Diego Milán (DOM)            | 39.º                     |
| 82                                      | Joaquín Sobrino (ESP)        | AB-3                     |
| 83                                      | Ignacio Sarabia (México MEX) | AB-3                     |
| 84                                      | Fernando Grijalba (ESP)      | 36.º                     |
| 85                                      | Rafael Márquez (ESP)         | 66.º                     |
| 86                                      | Juan José Cueto (DOM)        | AB-3                     |
| 87                                      | Joel García (DOM)            | AB-2                     |
| Director desportivo : Domènec Carbonell |                              |                          |

| Lokosphinx LOK                         | Lokosphinx LOK         | Lokosphinx LOK |
| -------------------------------------- | ---------------------- | -------------- |
| Num                                    | Corredor               | Pos            |
| 91                                     | Sergey Shilov (RUS)    | 33.º           |
| 92                                     | Dmitriy Sokolov (RUS)  | 42.º           |
| 93                                     | Vasily Neustroev (RUS) | 64.º           |
| 94                                     | Alexander Vdovin (RUS) | 31.º           |
| 95                                     | Vadim Zhuravlev (RUS)  | 49.º           |
| 96                                     | Artem Samolenkov (RUS) | 41.º           |
| 97                                     | Dmitry Strakhov (RUS)  | 78.º           |
| Director desportivo : Vladimir Kolosov |                        |                |

| Rádio Popular-Boavista RPB               | Rádio Popular-Boavista RPB | Rádio Popular-Boavista RPB |
| ---------------------------------------- | -------------------------- | -------------------------- |
| Num                                      | Corredor                   | Pos                        |
| 101                                      | Pablo Guerrero (ESP)       | 62.º                       |
| 102                                      | Rui Sousa (POR)            | 76.º                       |
| 103                                      | Ricardo Ferreira (POR)     | 65.º                       |
| 104                                      | David Rodrigues (POR)      | 50.º                       |
| 105                                      | Frederico Figueiredo (POR) | 17.º                       |
| 106                                      | Víctor Etxeberria (ESP)    | 28.º                       |
| 107                                      | César Fonte (POR)          | 12.º                       |
| Director desportivo : José costas Santos |                            |                            |

| W52-FC Porto W52                   | W52-FC Porto W52         | W52-FC Porto W52 |
| ---------------------------------- | ------------------------ | ---------------- |
| Num                                | Corredor                 | Pos              |
| 111                                | Ricardo Mestre (POR)     | 23.º             |
| 112                                | Samuel Caldeira (POR)    | 43.º             |
| 113                                | Daniel Freitas (POR)     | 75.º             |
| 114                                | Raúl Alarcón (ESP)       | 69.º             |
| 115                                | Rui Vinhas (POR)         | 15.º             |
| 116                                | Juan Ignacio Pérez (ESP) | 63.º             |
| 117                                | Rafael Reis (POR)        | 7.º              |
| Director desportivo : Nuno Ribeiro |                          |                  |

| Efapel EFP                          | Efapel EFP              | Efapel EFP |
| ----------------------------------- | ----------------------- | ---------- |
| Num                                 | Corredor                | Pos        |
| 121                                 | Joni Brandão (POR)      | 3.º        |
| 122                                 | Rafael Silva (POR)      | 59.º       |
| 123                                 | Nuno Ferreira (POR)     | 34.º       |
| 124                                 | Daniel Mestre (POR)     | 38.º       |
| 125                                 | Henrique Casimiro (POR) | 19.º       |
| 126                                 | António Barbio (POR)    | AB-2       |
| 127                                 | Álvaro Trueba (ESP)     | 32.º       |
| Director desportivo : Américo Silva |                         |            |

| Sporting-Tavira TAV               | Sporting-Tavira TAV        | Sporting-Tavira TAV |
| --------------------------------- | -------------------------- | ------------------- |
| Num                               | Corredor                   | Pos                 |
| 131                               | Rinaldo Nocentini (ITA)    | 13.º                |
| 132                               | David de la Fuente (ESP)   | 35.º                |
| 133                               | Mario González Salas (ESP) | 21.º                |
| 134                               | Jesús Ezquerra (ESP)       | 40.º                |
| 135                               | David Livramento (POR)     | 68.º                |
| 136                               | Valter Pereira (POR)       | 70.º                |
| 137                               | Hugo Sabido (POR)          | 56.º                |
| Director desportivo : Vidal Fitas |                            |                     |

| Boyacá Raza de Campeones BRC              | Boyacá Raza de Campeones BRC | Boyacá Raza de Campeones BRC |
| ----------------------------------------- | ---------------------------- | ---------------------------- |
| Num                                       | Corredor                     | Pos                          |
| 141                                       | Robinson Ortega (COL)        | 60.º                         |
| 142                                       | Diego Ochoa (COL)            | 26.º                         |
| 143                                       | Heiner Parra (COL)           | 27.º                         |
| 144                                       | Yeison Chaparro (COL)        | 58.º                         |
| 145                                       | Wilson Rodríguez (COL)       | 71.º                         |
| 146                                       | Néstor García (COL)          | 52.º                         |
| 147                                       | Miguel Flórez (COL)          | 67.º                         |
| Director desportivo : Jorge Iván González |                              |                              |